# Literatura de călătorie
Literatura de călătorie este o specie literară care cuprinde: literatură în aer liber, ghiduri de călătorie, scrieri despre natură și memorii de călătorie.
Un memorialist din literatura de călătorie antică a fost Pausanias, un geograf grec din secolul al II-lea. Lucrarea Journal of a Tour to the Hebrides (1786) de James Boswell a ajutat la formarea memoriilor de călătorie ca specie literară la începutul epocii moderne.

## Istorie

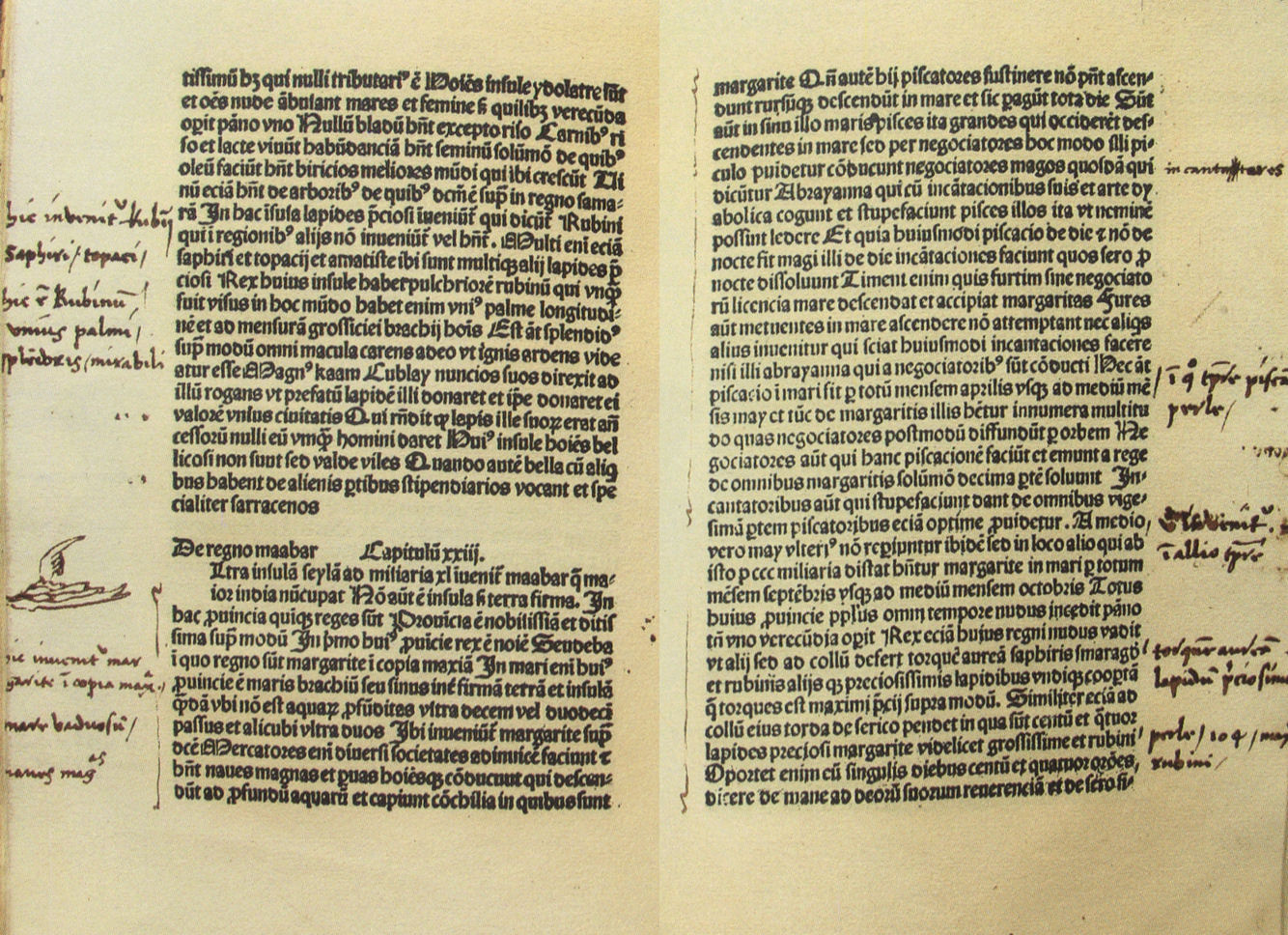
Notițe scrise de Cristofor Columb pentru ediția în limba latină a lucrării Il Milione, de Marco Polo

Printre primele exemple de literatură de călătorie se numără Description of Greece de Pausanias, în secolul al II-lea, Journey Through Wales (1191) și Description of Wales (1194) de Gerald of Wales, precum și jurnalele de călătorie ale lui Ibn Jubayr (1145–1214) și Ibn Battuta (1304-1377), ambii scriind în detaliu despre călătoriile lor prin lumea cunoscută. Literatura de călătorie a fost un gen destul de des întalnit în literatura arabă din epoca medievală.
Literatura de călătorie a devenit populară în timpul dinastiei Song (960–1279) din China medievală. Genul s-a numit „jurnale de calătorie” (youji wenxue) și a fost adesea scris sub genul de proză, eseu sau jurnal. Autorii de literatură de călătorie, cum ar fi Fan Chengda (1126–1193) și Xu Xiake (1587–1641), au încorporat în redactările lor o mulțime de informații geografice și topografice, în timp ce scrierile despre Stone Bell Mountain de către renumitul poet și om de stat, Su Shi (1037–1101) prezintă un argument filosofic și moral ca scop central.
Unul dintre cele mai cunoscute scrieri despre călătorie, scrisa de cineva care a calatorit de dragul de a scrie despre aventura sa, este ascensiunea lui Petrarca (1304-1374) pe Muntele Ventoux în 1336. El afirmă că a urcat până în vârful muntelui doar pentru a admira priveliștea. Însoțitorii săi, care nu au urcat împreună cu el, au fost numiți frigida incuriositas („lipsiți de curiozitate”). A scris apoi despre călătoria sa până în vârful muntelui, făcând comparații alegorice între călătoria sa și progresul său moral în viață.
Michault Taillevent, poetul ducelui de Burgundia, a călătorit prin Munții Jura în 1430 și și-a scris părerile sale personale, despre chipurile stâncoase și cascadele înfiorătoare ce izvorau din munte. Antoine de la Sale (c. 1388 – c. 1462), autorul cărții Petit Jehan de Saintre, a urcat până la craterul unui vulcan din Insulele Lipari în 1407, lăsând în urma sa scrierea „Councils of mad youth”. unde și-a împărtășit motivele pentru care a efectuat călătoria. La jumătatea secolului al XV-lea, Gilles le Bouvier, în „Livre de la description des pays”, și-a împărtășit motivele călătoriei sale:
Pentru că mulți oameni din diverse națiuni și țări își găsesc plăcerea, așa cum am făcut și eu cu mult timp în urmă, văzând lumea și lucrurile din ea și, de asemenea, pentru că mulți doresc să știe fără să se încumete în aventură, iar alții doresc să vadă și să călătorească, de aceea am scris această carte.
Până în secolul al XVI-lea, scrieriile despre călătoriile în India și Persia deveniseră destul de comune încât au fost compilate în colecții precum Novus Orbis („Lumea nouă”) de Simon Grynaeus și colecții de Ramusio și Richard Hakluyt. În 1589, Hakluyt (c. 1552 – 1616) a publicat Călătorii. Călătorii din secolul al XVI-lea în Persia au inclus frații Robert Shirley și Anthony Shirley, iar pentru India Duarte Barbosa, Ralph Fitch, Ludovico di Varthema, Cesare Federici și Jan Huyghen van Linschoten.
În secolul al XVIII-lea, literatura de călătorie era cunoscută în sub numele de „cartea călătoriilor”, care consta în mare parte din jurnale maritime. În Anglia secolul al XVIII-lea, aproape fiecare scriitor a scris literatura de călătorie. Jurnalele căpitanului James Cook (1784) erau echivalentul celor mai bine vândute cărți din ziua de azi. Personal narrative of travels to the equinoctial regions of America, during the years 1799–1804 de Alexander von Humboldt, care a fost publicată inițial în franceză, iar mai apoi a fost tradusă în mai multe limbi și a influențat naturaliștii de mai târziu, inclusiv pe Charles Darwin.
Alte exemple de literatură de călătorie includ relatările Grand Tour. Scrieri ale aristocraților, clericilor și alții calatori bogati și timp liber au călătorit prin Europa pentru a afla despre arta și arhitectura ei. Un printre primii scriitori ai literaturii turistice se numară si Robert Louis Stevenson (1850-1894) cu An Inland Voyage (1878), iar Travels with a Donkey in the Cévennes („Călătoriile cu un măgar în Cévennes”), despre călătoriile sale în Cévennes (Franța), este printre primele cărți de succes care prezintă drumeții și camping ca activități de recreație și povestește despre prima utilizare a unui sac de dormit.

## Cărți de călătorie
Cărțile de călătorie variază de la documentare, la genul literar, jurnalistic și de la memorii la anecdotă la povestiri mai serioase. Ele sunt adesea asociate cu turismul și includ ghiduri turistice. Scrieri despre călătorii poate fi găsită pe site-uri web, în publicații periodice, pe bloguri și în cărți. scrise de o varietate de scriitori, inclusiv călători, ofițeri militari, misionari, exploratori, oameni de știință, pelerini, oameni de știință, sociologi și fizicieni, educatori și migranți.
Englezii Eric Newby, HV Morton, americanii Bill Bryson și Paul Theroux și autorul galez Jan Morris sunt sau au fost apreciați ca scriitori de călătorii (deși Morris s-a afirmat frecvent ca scriitoare a „locului”), mai degrabă decât a călătoriilor în sine).
În 2011, Bill Bryson a câștigat Premiul Golden Eagle de la Guild Writers and Photographers Outdoor. Pe 22 noiembrie 2012, Universitatea Durham a redenumit oficial Biblioteca principală Bill Bryson Library pentru contribuțiile sale în calitate de al 11-lea cancelar al universității (2005–2011). Paul Theroux a fost distins cu premiul Memorial Black James Tait în 1981 pentru romanul său The Mosquito Coast, care a fost adaptat pentru filmul din 1986 cu același nume. De asemenea, i-a fost acordat în 1989 Premiul Thomas Cook Travel Book pentru (Riding the Iron Rooster).
În 2005, Jan Morris a primit premiul PEN de aur de către PEN-ul englez pentru „un serviciu distins pentru literatură” („Lifetime's Distinguished Service to Literature”).
Literatura de călătorie se intersectează adesea cu scrierea eseurilor, un exemplu este cartea „India: A Wounded Civilization (1976)” de V. S. Naipaul, a cărei călătorie a devenit prilejul cercetării unei națiuni și a unui popor. Aceeași atitudine o are și Rebecca West în lucrarea despre Iugoslavia, Black Lamb and Grey Falcon(1941).
Uneori, un scriitor se va stabili într-o localitate pentru o perioadă îndelungată, absorbind un sentiment al locului în timp ce va continua să observe cu sensibilitatea unui scriitor de călătorie. Exemple de astfel de scrieri sunt Bitter Lemons (1957) de Lawrence Durrell, The Island of the White Cow: Memories of an Irish Island (Insula vacii albe: Amintiri ale unei insule irlandeze) (1986) de Deborah Tall și bestsellerul A Year in Provence (1989) al lui Peter Mayle și continuările sale.
Scrierile despre calatorii si natura se îmbină în multe dintre lucrările lui Sally Carrighar, Gerald Durrell și Ivan T. Sanderson. Lucrările lui Sally Carrighar includ One Day at Teton Marsh (1965), Home to the Wilderness (1973) și Wild Heritage (1965). Familia mea și alte animale de la Gerald Durrell (1956) este o lucrare autobiografică a naturalistului britanic. Acesta povestește despre anii în care a trăit ca un copil împreună cu frații și mama văduvă pe insula greacă Corfu între 1935 și 1939. Ea descrie viața familiei Durrell într-o manieră plină de umor și explorează fauna insulei. Este prima și cea mai cunoscută din „Corfu trilogy” („trilogia Corfu”) a lui Durrell, împreună cu păsările. (Birds, Beasts, and Relatives and The Garden of the Gods (1978).
Ivan T. Sanderson a publicat Animal Treasure, un raport al unei expediții în junglele din Africa de Vest britanică de atunci; Caribbean Treasure, o relatare a unei expediții în Trinidad, Haiti și Surinam, începută la sfârșitul anului 1936 și care se încheie la sfârșitul anului 1938; și Living Treasure, relatarea unei expediții în Jamaica, Hondurasul Britanic (acum Belize) și Yucatán. Acești autori sunt naturaliști, care scriu în sprijinul domeniilor lor de studiu.
Un alt naturalist, Charles Darwin, și-a scris faimoasa poveste despre călătoria HMS Beagle la intersecția dintre știință, istorie naturală și călătorii.
O serie de scriitori celebri în alte domenii au scris despre experiențele lor de călătorie. Exemple sunt A Journey to the West Islands of Scotland (1775) de Samuel Johnson, American Notes for General Circulation (1842) Charles Dickens, Letters Written during a Short Residence in Sweden, Norway, and Denmark (1796) de Mary Wollstonecraft, The Path To Rome (1902) de Hilaire Belloc, Twilight in Italy and Other Essays (1916) de D. H. Lawrence, Mornings in Mexico and Other Essays (1927), Black Lamb and Grey Falcon (1941) de Rebecca West și Travels with Charley: In Search of America (1962) de John Steinbeck.

## Literatura de aventură
În lumea navigatorilor, Joshua Slocum, Sailing Alone Around the World (1900) este un clasic al literaturii în aer liber. În aprilie 1895, Joshua Slocum a navigat din Boston, Massachusetts își descrie călătoria în Sailing Alone Around the World:
Mă hotărâsem să călătoresc în jurul lumii, și cum vântul dimineața de 24 aprilie 1895 era domol, la prânz am ridicat ancora, am navigat și m-am îndepărtat de Boston, unde Spray-ul fusese acostat în toată iarna. ... îmi bătea inima puternic. Păseam ușor pe punte în aerul intoxicant. Am simțit că nu pot da înapoi și că mă urmam să plec într-o aventură de care eram constient că nu va fi ușoară
Trei ani mai târziu, pe 27 iunie 1898, Slocum s-a întors la Newport, Insula Rhode, după ce a circumnavigat lumea.

## Ghid turistic

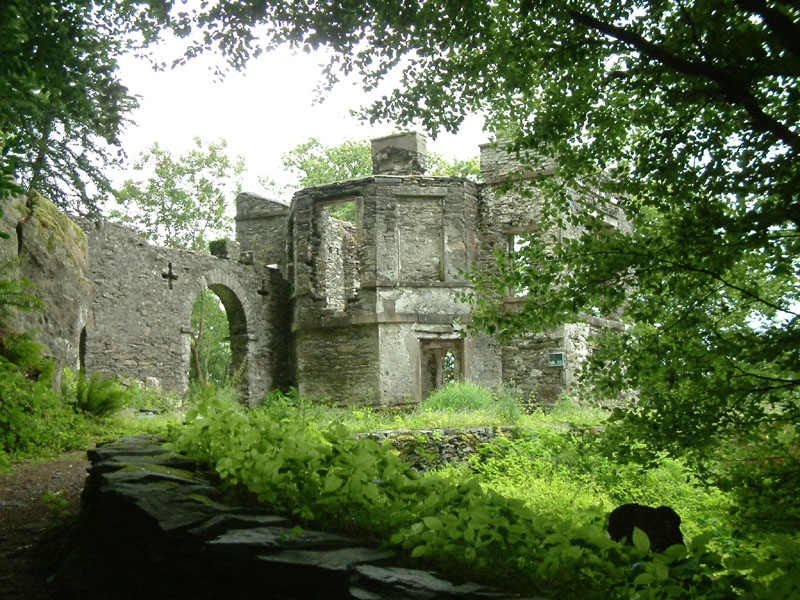
Popasul Claife, construit la una dintre „stațiile” lui Thomas West, pentru a permite turiștilor și artiștilor aflați în vizită să se bucure mai mult de priveliștea din regiunea muntoasă engleză Lake District

Un ghid sau un ghid de călătorie este „o carte de informații despre un loc, concepută pentru a fi folosită de vizitatori sau turiști”. Un prim exemplu este Ghidul lui Thomas West în Lake District, publicat în 1778. Thomas West, un preot englez, a popularizat ideea de mers pe jos de plăcere în ghidul său în Lake District din 1778. În introducere, el a scris că a vizat: 
„să încurajez turiștii să vadă lacurile prin frunizarea unui ghid; în acest scop, scriitorul a adunat date despre toate stațiile și priveliștile vizitate anterior de turiști, și verificate prin propriile observații”.
În acest scop, a inclus diferite „stații” sau priveliști din jurul lacurilor, din care turiștii ar fi încurajați să se bucure de priveliștile din punct de vedere al calității lor estetice. Publicată în 1778, cartea a avut un mare succes.
De obicei, include detalii referitoare la cazare, restaurante, transport și activități. Hărți cu diferite detalii și informații istorice și culturale sunt de asemenea adesea incluse. Există diferite tipuri de ghiduri, care se concentrează pe diferite aspecte ale călătoriei, de la aventuri până la relaxare, sau destinate călătorilor din diferite cercuri sociale sau care au inclinații sexuală diferite sau pe tipuri de diete. Ghidurile de călătorie pot lua, de asemenea, forma site-urilor web de călătorie.

## Jurnalele de călătorie

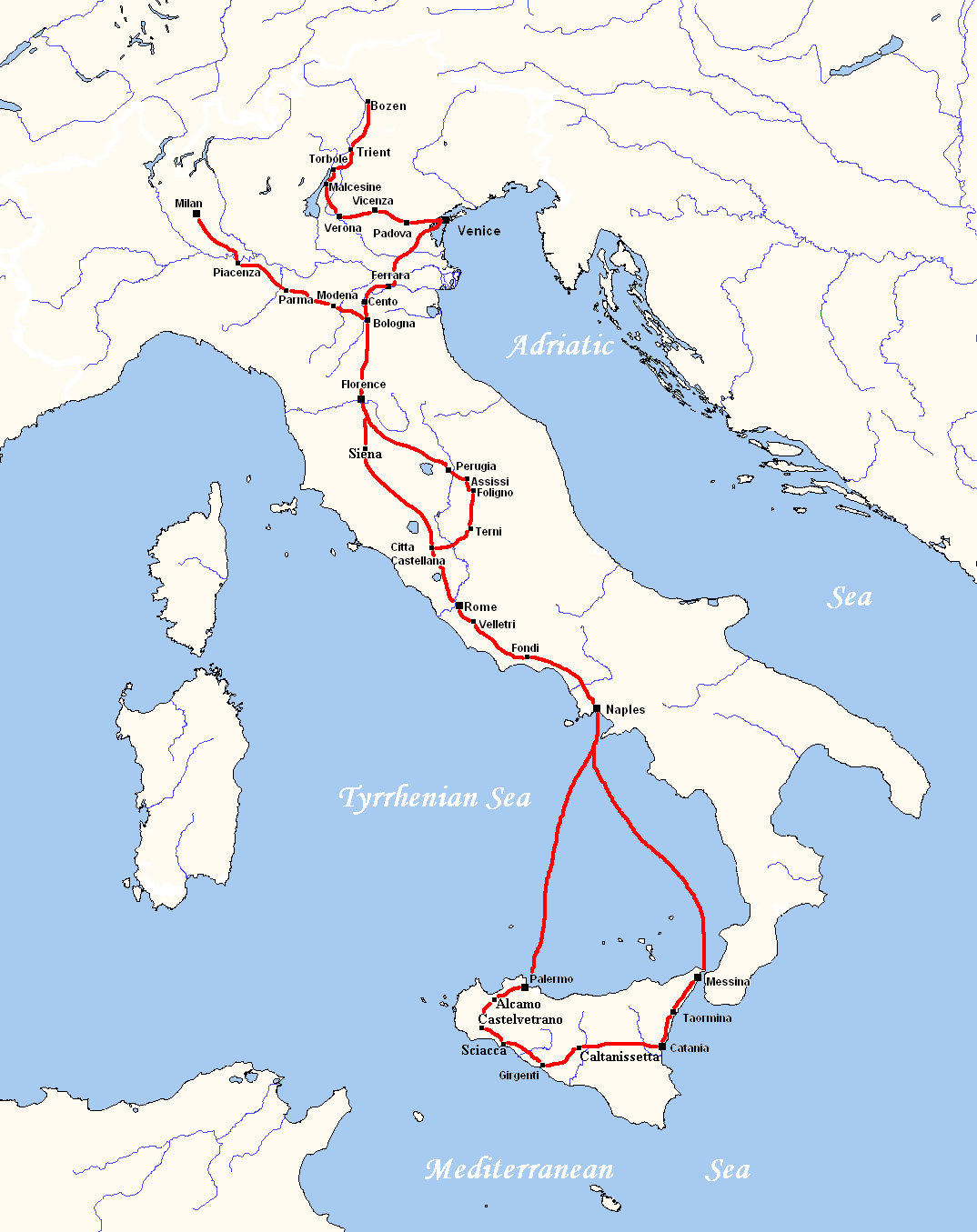
Călătoria lui Goethe prin Italia, care a avut loc între septembrie 1786 și mai 1788

Un jurnal de călătorie sau jurnal de drum, este o scriere a unui călător, uneori sub formă de jurnal, in care călătorul isi scrie experiențele, de pe parcursul călătoriei și editată ulterior pentru publicare. Acesta este un format literar de lungă durată; un exemplu timpuriu este scrierea lui Pausanias (secolul al II-lea d.Hr.) care a produs Descrierea Greciei pe baza propriilor observații. James Boswell a publicat Jurnalul unui tur la Hebride în 1786, iar în 1816 Goethe a publicat Jurnalul italian, bazat pe jurnale. Fray Ilarione da Bergamo și Fray Francisco de Ajofrín au scris relatări de călătorie în Mexicul colonial din anii 1760. Fannie Calderón de la Barca, soția născută în Scoția a ambasadorului spaniol în Mexic 1839-1842, a scris Viața în Mexic, o narațiune importantă de călătorie a timpului ei acolo, cu multe observații despre viața locală.
O călătoare britanică, doamna Alec Tweedie, a publicat o serie de imagini de călătorie, variind din Danemarca (1895) și Finlanda (1897), până în SUA (1913), câteva pe Mexic (1901, 1906, 1917) și unul pe Rusia, Siberia., și China (1926). Un exemplu mai recent este The Motorcycle Diaries al lui Che Guevara. Un jurnal de călătorie este un film, o carte scrisă dintr-un jurnal sau o discuție ilustrată care descrie experiențele și locurile vizitate de călător. Scriitorul american Paul Theroux a publicat numeroase lucrări de literatură de călătorie, primul succes fiind The Great Railway Bazaar.
Anglo-americanul Bill Bryson este cunoscut pentru A Walk in the Woods, realizat într-un film hollywoodian cu același nume.

## Narațiuni de călătorie a sclavilor
Scrierile celor care au reușit să scape de sclavie, descriu experiența acestora sub sclavie și evadarea lor din ea. Este un tip de literatură de călătorie care s-a dezvoltat în secolele 18 și 19, în care se detaliază cum sclavii au scăpat de legile restrictive din sudul Statelor Unite și Caraibe pentru a găsi libertatea. După cum spune John Cox în Traveling South, „călătoria a fost un preludiu necesar publicării unei narațiuni de către un sclav, pentru că sclavia nu putea fi experimentată și scrisă simultan”.
O poveste faimoasă de călătorie unuia care a scăpat de sub sclavie este autobiografica lui Frederick Douglass, care este profund legată de experiențele sale, începând cu călătoriile sale fiind în întregime la comanda stăpânilor săi și terminând cu el călătorind când și unde dorește. Lucrarea Doisprezece ani de sclavie a lui Solomon Northup este o narațiune de călătorie mai tradițională și el învinge și restricțiile legii și tradiției din sud pentru a scăpa după ce a fost răpit și înrobit. Incidentele lui Harriet Ann Jacobs includ călătorii semnificative care acoperă o distanță mică, deoarece ea evadează o situație de viață pentru una ușor mai bună, dar, de asemenea, mai târziu include fuga ei din sclavie în libertatea din nord.

## Ficțiune
Unele povești de călătorie fictive sunt legate de literatura de călătorie. Deși, în anumite contexte, poate fi de dorit să se distingă lucrările fictive de cele non-fictive, astfel de distincții s-au dovedit dificile de realizat. exemple celebre sunt Marco Polo sau John Mandeville. Exemple de lucrări fictive din literatura de călătorie bazate pe călătorii efective sunt:
- Heart of Darkness de Joseph Conrad (1899), bazată pe fapte reale, din călatoria lui Conrad pe râul Congo[40]
- Jack Kerouac 's On the Road (1957) și The Dharma Bums (1958) sunt relatări fictive ale călătoriilor sale prin Statele Unite, la sfârșitul anilor 1940 și începutul anilor 1950
- Romanul scriitorului de călătorii Kira Salak, The White Mary (2008), un exemplu contemporan al unei călătorii în viața reală transformată într-o opțiune de ficțiune, care are loc în Papua Noua Guinee și Congo.[41][42][43]

## Bloguri de călătorii
În secolul 21, literatura de călătorie a devenit un gen de social media sub formă de bloguri de călătorie, bloggerii de călătorii folosind ca puncte de inceput, bloguri personale, Pinterest, Twitter, Facebook și Instagram pentru a transmite informații despre aventurile lor și pentru a oferi sfaturi noilor turiști în anumite țări sau pentru călătorit în general. Blogurile de călătorie au fost printre primele cazuri de blogging, care a început la mijlocul anilor 1990. În 2018, cea mai populară platformă de blog-uri self-hosting este WordPress, datorită intuitivitații de utilizare.

## Bursa de studiu
Studiul sistematic al literaturii de călătorie a devenit un domeniu de cercetare la jumătatea anilor '90, cu propriile sale conferințe, organizații, reviste, monografii, antologii și enciclopedii. Monografii importante înainte de 1995 sunt: în străinătate (1980), de Paul Fussell, o explorare a scrierii britanice de călătorie interbelică ca evadare; Gone Primitive: Modern Intellects, Savage Minds (1990) de Marianna Torgovnick, o anchetă asupra prezentărilor primitiviste ale culturilor străine; Haunted Journeys: Desire and Transgression in European Travel Writing (1991) de Dennis Porter, o privire atentă asupra corelațiilor psihologice ale călătoriei; Discursuri de diferență: o analiză a călătoriei Femeilor Scris de Sara Mills, o anchetă despre intersecția dintre gen și colonialism în secolul XIX; Imperial Eyes: Travel Writing and Transculturation (1992), studiul influent al lui Mary Louise Pratt asupra diseminării scrisului de călătorie victorian a unui set de minte colonial; and Belated Travellers (1994), o analiză a anxietății coloniale de Ali Behdad.

## Premii de călătorie
Premiile acordate anual pentru cărțile de călătorie au inclus premiul Thomas Cook Travel Book, care s-a desfășurat în perioada 1980-2004, Premiul Boardman Tasker pentru literatura de munte și Premiul pentru cea mai bună carte pentru călătorii, care a început în 2006. North American Travel Journalists Association ("Asociația jurnaliștilor de călătorii din America de Nord") organizează un concurs anual cu premii prin care se onorează jurnalismul de călătorie într-o multitudine de categorii, care se întinde pe mass-media și online.

## Vezi și
- Rihla

## Legături externe
- American Journeys, collection of primary exploration accounts of the Americas.
- Historical British travel writers: an extensive open access library on the Vision of Britain site.
- „The Literature of Travel, 1700–1900”. Bartleby.com.